# 布尔萨大清真寺
布尔萨大清真寺（Ulu Cami）是土耳其布尔萨最大的一座清真寺，位于老城区中心的阿塔图尔克大道。1396年奥斯曼帝国在尼科波利斯战役中获胜后，苏丹巴耶济德一世下令修建，1399年年建成，由建筑师Ali Neccar设计建造。这是一个巨大的矩形建筑，有20个圆顶和2个叫拜楼。
布尔萨大清真寺是早期奥斯曼建筑的一个地标，又使用许多塞尔柱建筑的元素。
寺内有一喷泉，崇拜者祈祷前可在此进行祭祀沐浴。
寺内的墙、柱子和牌匾上有192幅伊斯兰书法著名书法家的作品。